# Norbert José Henri Turini
Norbert José Henri Turini (Cannes, 30 agosto 1954) è un arcivescovo cattolico francese, dal 9 luglio 2022 arcivescovo metropolita di Montpellier.

## Biografia

### Formazione e ministero sacerdotale
Dopo aver conseguito un diploma universitario in biologia, ha compiuto gli studi ecclesiastici nel seminario maggiore di Marsiglia ed è stato ordinato sacerdote il 27 giugno 1982 dal vescovo Jean-Julien-Robert Mouisset. Nel 1985 ha conseguito la licenza in teologia presso la facoltà teologica di Strasburgo.
Nel 1986 è stato nominato responsabile della casa "Saint-Paul" per studenti cristiani.
Dal 2000 al 2004 è stato vicario generale di Nizza.

### Ministero episcopale

#### Vescovo di Cahors

Stemma da vescovo di Cahors

Il 30 giugno 2004 papa Giovanni Paolo II lo ha nominato vescovo di Cahors.
Ha ricevuto l'ordinazione episcopale il 10 ottobre successivo nella cattedrale di Cahors dalle mani dell'arcivescovo metropolita di Tolosa Émile Marcus, P.S.S., co-consacranti il vescovo di Nizza Jean Marie Louis Bonfils, S.M.A. e il vescovo di Carcassonne e Narbona Alain Émile Baptiste Planet.
Nel 2009 si è unito a un gruppo di vescovi francesi che hanno criticato un vescovo brasiliano per aver scomunicato una donna che aveva organizzato l'aborto della figlia di nove anni, incinta dopo essere stata ripetutamente violentata dal patrigno, sostenendo: "In questo mondo ferito, dobbiamo adottare atteggiamenti di speranza piuttosto che accucciarci in condanne che vanno contro le vie compassionevoli dell'amore misericordioso".
In un'intervista del 2012 ha affermato di sentirsi a proprio agio con il quadro giuridico francese della laicità, e che ha reso fondamentale costruire ponti mentre "il pericolo è nelle parole che finiscono con 'ismo'". Ha consigliato risposte non violente agli insulti religiosi subiti dai musulmani e ha chiesto un "dibattito pacifico" sul matrimonio tra persone dello stesso sesso.
Il 3 dicembre 2012 ha compiuto la visita ad limina.
Durante il suo mandato si è concentrato sull'aumento del numero delle visite pastorali alle parrocchie e sulla creazione di diverse centinaia di gruppi di preghiera.
Dal 25 marzo all'8 dicembre 2013 ha presieduto il giubileo di Rocamadour che si è svolto nel santuario di Rocamadour. Il vescovo è molto legato al santuario, infatti la Madonna di Rocamadour è raffigurata nel suo stemma episcopale.

#### Vescovo di Perpignano-Elne

Stemma da vescovo di Perpignano-Elne

Il 18 ottobre 2014 papa Francesco lo ha nominato vescovo di Vescovo di Perpignano-Elne.
Nel novembre del 2020 si è opposto quando il governo ha limitato a 30 il numero dei partecipanti alle funzioni religiose. Ha affermato che la Chiesa era stata del tutto favorevole alle misure sanitarie del governo durante la pandemia di COVID-19, ma ha definito questo limite "una profonda ingiustizia" e ha chiesto ai suoi sacerdoti di non contare i partecipanti presenti alle funzioni.
All'interno della Conferenza episcopale di Francia è stato prima membro del consiglio per la pastorale dell'infanzia e della gioventù, mentre attualmente è presidente del consiglio per i rapporti interreligiosi e le nuove correnti religiose.

#### Arcivescovo di Montpellier
Il 9 luglio 2022 papa Francesco lo ha promosso arcivescovo metropolita di Montpellier. È succeduto al predecessore Pierre-Marie Carré, dimessosi per raggiunti limiti d'età. Ha dichiarato che si aspettava di concludere la sua carriera a Perpignano-Elne ma rifiutare il titolo di Montpellier "non sarebbe stato molto evangelico". Ha preso possesso dell'arcidiocesi il 23 ottobre successivo.

## Genealogia episcopale
La genealogia episcopale è:
- Cardinale Scipione Rebiba
- Cardinale Giulio Antonio Santori
- Cardinale Girolamo Bernerio, O.P.
- Arcivescovo Galeazzo Sanvitale
- Cardinale Ludovico Ludovisi
- Cardinale Luigi Caetani
- Cardinale Ulderico Carpegna
- Cardinale Paluzzo Paluzzi Altieri degli Albertoni
- Papa Benedetto XIII
- Papa Benedetto XIV
- Papa Clemente XIII
- Cardinale Marcantonio Colonna
- Cardinale Giacinto Sigismondo Gerdil, B.
- Cardinale Giulio Maria della Somaglia
- Cardinale Carlo Odescalchi, S.I.
- Vescovo Eugène de Mazenod, O.M.I.
- Cardinale Joseph Hippolyte Guibert, O.M.I.
- Cardinale François-Marie-Benjamin Richard de la Vergne
- Vescovo Marie-Prosper-Adolphe de Bonfils
- Cardinale Louis-Ernest Dubois
- Cardinale Georges-François-Xavier-Marie Grente
- Arcivescovo Marcel-Marie-Henri-Paul Dubois
- Cardinale Gabriel Auguste François Marty
- Arcivescovo Emile Marcus, P.S.S.
- Arcivescovo Norbert José Henri Turini